# Logan Square (métro de Chicago)
Pour les articles homonymes, voir Logan Square.
Logan Square est une station souterraine du métro de Chicago sur la ligne bleue située dans le Milwaukee-Kimball Subway.
Elle doit son nom à un général américain John Alexander Logan ancien sénateur de l'Illinois ayant joué un rôle majeur durant la guerre de sécession, un monument à son honneur, le Illinois Centennial Monument se trouve non loin dans ce quartier ou cohabitent beaucoup d’ethnies sud-américaines de la ville de Chicago ainsi que dans une moindre mesure quelques immigrés polonais.

## Description
La station Logan Square conçue par Arthur U. Gerber a ouvert ses portes en 1895 sur le réseau de la Metropolitan West Side Elevated où elle officia comme terminus jusqu’à la fin des années 1960 avant que la ligne ne soit prolongée via la Kennedy Expressway jusque Jefferson Park dans un premier temps et O’Hare ensuite. L’ancienne station terminus était identique à California ou Western toujours en fonction sur la ligne.  
En 1928, Logan Square fut réaménagée afin d’y installer un poste de police et en 1958, ses quais furent rallongés afin d’accueillir des rames de plus grands gabarits. Alors que ses jours étaient comptés, la station reçu en 1965 un escalator. 
Pour prolonger la ligne il était nécessaire de démolir l’ancienne station et de plonger les nouvelles infrastructures dans le sol afin de pouvoir passer outre aux nombreux immeubles à proximité et de rejoindre la médiane de la Kennedy Expressway. La nouvelle station souterraine, composée d’un quai en ilot central et  réalisée par le cabinet d’architecte  Skidmore, Owings & Merrill, a ouvert ses portes le 1er février 1970 date à laquelle l’ancienne structure fut fermée.
Le démontage des quais et des voies commença rapidement mais le bâtiment conçu par Arthur U. Gerber  existe toujours aujourd’hui même s’il est devenu méconnaissable se fondant dans le tissu urbain entourant la nouvelle station (il se trouve derrière l'entrée entre Kimball Avenue et Kedzie Street).   
En 2001 la station fut rénovée et un ascenseur fut construit afin de rendre Logan Square accessible aux personnes à mobilité réduite. 
De Logan Square, un trajet vers le Loop dure quatorze minutes pour vingt-six vers O'Hare. 
1.715.200 passagers l’ont utilisée en 2008.

## Les correspondances avec lebus
Avec les bus de la Chicago Transit Authority :
- #56 Milwaukee
- #76 Diversey

## Dessertes
| Nord/Ouest            |  |             |  | Sud/Est                     |
| --------------------- |  | ----------- |  | --------------------------- |
| Belmont vers O'Hare   |  | ligne bleue |  | California vers Forest Park |
| modifier sur Wikidata |  |             |  |                             |